# Jealousy (X Japan-album)
A Jealousy az X japán heavymetal-együttes harmadik stúdióalbuma, melyet a Sony adott ki 1991. július 1-jén. Az együttes legsikeresebb albuma, több mint egymillió példányban fogyott el. Ez volt az utolsó lemezük, melyen Taiji volt a basszusgitárosuk.
2007. február 14-én a lemezt újra kiadták, egy második, instrumentális verziókat tartalmazó CD-vel; az album 31. helyen debütált az Oriconon. A 2008. március 19-én megjelent újramaszterelt változat a 241. helyen végzett.

## Háttér
1990-ben az együttes elnyerte a Japan Gold Disc Award legjobb új előadójának járó díjat. 1990 novemberében Los Angelesbe repültek a Jealousy felvételeihez. A felvétel helyszínét közösen döntötték el, Yoshiki Londonban vagy Párizsban szeretett volna stúdióba vonulni, a többiek azonban leszavazták. Mikor júniusban visszatértek Japánba, a hadsereg 500 katonát vezényelt ki a reptérre a tömeg féken tartására.
A lemez 1991. július 1-jén jelent meg és azonnal az első helyen debütált a slágerlistán, mintegy 600 000 eladott példánnyal, később pedig az egymillió példányt is túllépte. Augusztusban az együttes először lépett fel Japán legnagyobb koncertkapacitású arénájában, a Tokyo Dome-ban, a Violence in Jealousy turné részeként, melynek október 24-i állomásán Yoshiki összeesett. December 8-án szimfonikus zenekarral léptek fel az NHK Hallban.
A Jealousy az X Japan legváltozatosabb albuma a dalszerzést tekintve. Yoshiki négy dalt írt a lemezre, hide a Miscast, a Love Replica és a Joker szerzőjeként szerepel, Taiji két dalt írt, mindkettőhöz Toshi írta a szöveget, Pata pedig egy dalnál szerepel szerzőként. Taiji elmondása szerint a Voiceless Screaming akkor született, amikor Yoshiki egészségi állapota miatt nem tudott dolgozni és szükségük volt még dalokra. A dalszöveg Toshi érzéseit tükrözi és arra az időszakra vonatkozik, amikor túlfeszítette a hangszálait és egy időre elvesztette a hangját.

## Számlista
|     | Cím                                     | Dalszöveg       | Zene    | Hossz |
| --- | --------------------------------------- | --------------- | ------- | ----- |
| 1.  | Es Dur no piano szen (Es Durのピアノ線) |                 | Yoshiki | 1:50  |
| 2.  | Silent Jealousy                         | Yoshiki         | Yoshiki | 7:15  |
| 3.  | Miscast                                 | hide            | hide    | 5:12  |
| 4.  | Desperate Angel                         | Toshi           | Taiji   | 5:48  |
| 5.  | White Wind from Mr. Martin: Pata's Nap  |                 | Pata    | 1:01  |
| 6.  | Voiceless Screaming                     | Toshi           | Taiji   | 6:11  |
| 7.  | Stab Me in the Back                     | Siratori Hitomi | Yoshiki | 3:54  |
| 8.  | Love Replica                            | hide            | hide    | 4:33  |
| 9.  | Joker                                   | hide            | hide    | 5:12  |
| 10. | Say Anything                            | Yoshiki         | Yoshiki | 8:40  |

| 1. | Silent Jealousy (Instrumental)     | 7:21 |
| 2. | Miscast (Instrumental)             | 5:16 |
| 3. | Desperate Angel (Instrumental)     | 5:54 |
| 4. | Voiceless Screaming (Instrumental) | 6:18 |
| 5. | Stab Me in the Back (Instrumental) | 3:52 |
| 6. | Joker (Instrumental)               | 5:32 |
| 7. | Say Anything (Instrumental)        | 8:42 |

## Fordítás
Ez a szócikk részben vagy egészben  a   Jealousy (X Japan album) című angol Wikipédia-szócikk fordításán alapul.  Az eredeti cikk szerkesztőit annak laptörténete sorolja fel. Ez a jelzés csupán a megfogalmazás eredetét és a szerzői jogokat jelzi, nem szolgál a cikkben szereplő információk forrásmegjelöléseként.